# 辽宁警察学院
“辽宁警察学院”（Liaoning Police College）于2014年5月经教育部批准正式建立，前身为辽宁警官高等专科学校，由辽宁省人民政府举办，是全省唯 一 一 所省属公安本科院校，肩负着为全省公安、司法等机关培养合格人民警察和培训在职公安民警的重任。学校前身为1961年成立的辽宁省公安厅凌源劳改分局干部学校。1985年建立大专，1995年开始独立试办本科专业。建校以来，已经为全省公安、司法、安全等系统培养了3万多名优秀警务专门人才，毕业生已经成为全省各级公安、司法机关的业务骨干，在维护辽宁社会稳定、建设法治辽宁工作中发挥着重要作用。
学院位于大连市甘井子区营平路，校园占地59万平方米，校舍总建筑面积18.33万平方米。学院设置侦查学、刑事科学技术、治安学、网络安全与执法、交通管理工程、监狱学、经济犯罪侦查、警务指挥与战术、公安视听技术9个本科专业，设有民航空中安全保卫1个高职专科专业。目前，我院已有侦查学、刑事科学技术、治安学、网络安全与执法4个专业获得学士学位授权, 继续教育成人专升本治安学专业获得教育部审批2017年省内招生，现有专任教师332人，其中教授39人，副高级以上专业技术职务教师131人，具有研究生学历教师209人。现有全日制本专科在校生4880人。